# Swietłana Mironowa
Swietłana Igoriewna Mironowa (ros. Светлана Игоревна Миронова; ur. 22 lutego 1994) – rosyjska biathlonistka, dwukrotna medalistka mistrzostw świata juniorów.
Po raz pierwszy na arenie międzynarodowej pojawiła się w 2013 roku, startując na mistrzostwach świata juniorów w Obertilliach. Zdobyła tam brązowy medal w sprincie i złoty w sztafecie. W zawodach Pucharu Świata zadebiutowała 2 marca 2017 roku w Pjongczang, zajmując 64. miejsce w sprincie. Pierwsze punkty zdobyła 8 grudnia 2017 roku w Hochfilzen, kończąc rywalizację w tej samej konkurencji na dziewiątej pozycji. Na podium zawodów tego cyklu po raz pierwszy stanęła 13 grudnia 2019 roku w tej samej miejscowości, zajmując trzecie miejsce w sprincie. W zawodach tych wyprzedziły ją jedynie Włoszka Dorothea Wierer i Ingrid Landmark Tandrevold z Norwegii.

## Osiągnięcia

### Zimowe igrzyska olimpijskie
| Rok  | Miejscowość | Konkurencje | Konkurencje | Konkurencje | Konkurencje | Konkurencje | Konkurencje | Konkurencje |
| Rok  | Miejscowość | IN          | SP          | PU          | MS          | RL          | MR          | SR          |
| ---- | ----------- | ----------- | ----------- | ----------- | ----------- | ----------- | ----------- | ----------- |
| 2022 | Pekin       | 23.         | 47.         | 41.         | –           | 2.          | –           | nd.         |

### Mistrzostwa świata
| Rok  | Miejscowość | Konkurencje | Konkurencje | Konkurencje | Konkurencje | Konkurencje | Konkurencje | Konkurencje |
| Rok  | Miejscowość | IN          | SP          | PU          | MS          | RL          | MR          | SR          |
| ---- | ----------- | ----------- | ----------- | ----------- | ----------- | ----------- | ----------- | ----------- |
| 2019 | Östersund   | 33.         | 31.         | 25.         | –           | 5.          | –           | –           |
| 2020 | Anterselva  | 22.         | 38.         | 21.         | –           | 8.          | –           | –           |
| 2021 | Pokljuka    | 5.          | 64.         | –           | 19.         | 11.         | 9.          | –           |

### Mistrzostwa świata juniorów
| Rok  | Miejscowość  | Konkurencje | Konkurencje | Konkurencje | Konkurencje | Konkurencje | Konkurencje | Konkurencje |
| Rok  | Miejscowość  | IN          | SP          | PU          | MS          | RL          | MR          | SR          |
| ---- | ------------ | ----------- | ----------- | ----------- | ----------- | ----------- | ----------- | ----------- |
| 2013 | Obertilliach | 24.         | 3.          | 11.         | nd.         | 1.          | nd.         | nd.         |
| 2014 | Presque Isle | –           | 15.         | 31.         | nd.         | –           | nd.         | nd.         |

### Puchar Świata

#### Miejsca w klasyfikacji generalnej PŚ
| Sezon     | Miejsce |
| --------- | ------- |
| 2017/2018 | 58.     |
| 2018/2019 | 31.     |
| 2019/2020 | 23.     |
| 2020/2021 | 19.     |
| 2021/2022 | 34.     |

#### Miejsca na podium chronologicznie
| Lp. | Dzień      | Rok  | Miejscowość | Konkurencja      | Lokata | Pudła | Czas biegu | Strata | Zwycięzca       |
| --- | ---------- | ---- | ----------- | ---------------- | ------ | ----- | ---------- | ------ | --------------- |
| 1.  | 13 grudnia | 2019 | Hochfilzen  | Sprint na 7,5 km | 3.     | 0+1   | 21:26,5    | + 18,3 | Dorothea Wierer |